# Ореховиця
Оре́ховиця (болг. Ореховица) — село в Плевенській області Болгарії. Входить до складу общини Долішня Митрополія.

## Населення
За даними перепису населення 2011 року у селі проживали 1386 осіб.
Національний склад населення села:
| Національність   | Кількість осіб | Відсоток |
| ---------------- | -------------- | -------- |
| болгари          | 999            | 94,2%    |
| цигани           | 33             | 3,1%     |
| турки            | 11             | 1,0%     |
| Всього відповіли | 1060           |          |

Розподіл населення за віком у 2011 році:
Динаміка населення: